# العلاقات الألبانية الصربية
العلاقات الألبانية الصربية هي العلاقات الثنائية التي تجمع بين ألبانيا وصربيا. ألبانيا لديها سفارة في بلغراد. صربيا لديها سفارة في تيرانا. كلا البلدين عضو كامل العضوية في مجلس أوروبا ومنظمة الأمن والتعاون في أوروبا (OSCE) واتفاقية التجارة الحرة لأوروبا الوسطى (CEFTA) ومنظمة التعاون الاقتصادي للبحر الأسود (BSEC). صربيا وألبانيا بلدان مرشحان رسميان للانضمام إلى الاتحاد الأوروبي.

## التاريخ

### الفترة العثمانية
في أواخر العهد العثماني، اتصل الدبلوماسي الصربي إيليا غارسانين برئيس دير ميرديتا المونسنيور جاسبر كراسنيكي، بهدف الحصول على العنصر الكاثوليكي الألباني كحل مزعوم لـ «المسألة الشرقية». ومع ذلك، كانت أهدافهم مختلفة. بينما اعتبر غاراشانين هذه الاتصالات وسيلة لتحقيق مخرج صربي من البحر الأدرياتيكي، بذل كراسنيكي جهدًا لمساعدة صربيا على تنظيم ثورة للمجتمع الألباني الكاثوليكي، ضد الأتراك، من أجل الحرية السياسية واستقلال ألبانيا.

### حروب البلقان
في بداية حروب البلقان، كان أحد الأهداف الإستراتيجية المهمة للسياسة الصربية هو الحصول على ممر إلى البحر الأدرياتيكي، على هذا النحو، كانت نيتها الحصول على حدود مشتركة مع حليفها مملكة اليونان وبالتالي حرمان الدولة الألبانية من صفة الاستقلال.

### الحرب العالمية الثانية

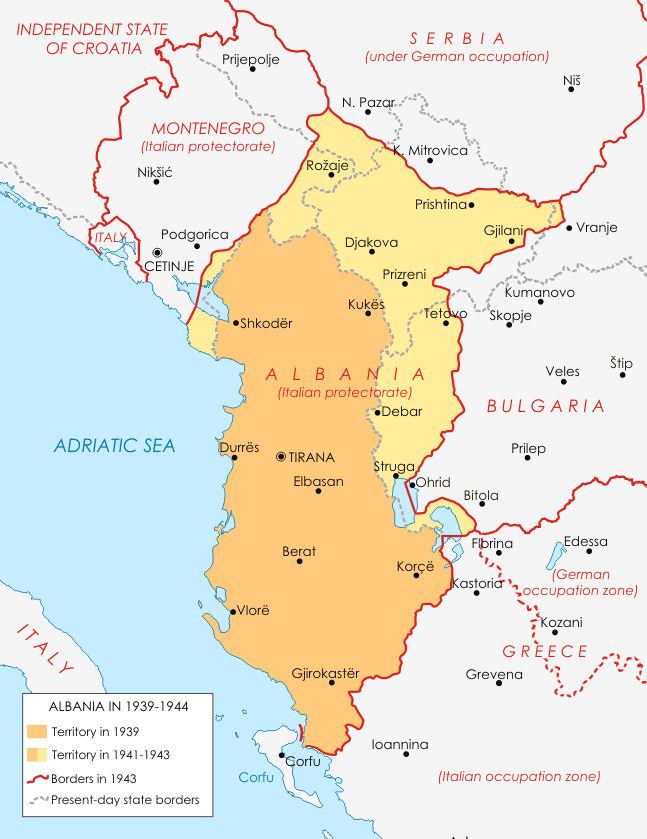
ألبانيا بالإضافة إلى أجزاء محتلة من يوغوسلافيا في الحرب العالمية الثانية

خلال الحرب العالمية الثانية، تطور تعاون وثيق جدًا بين جيش التحرير الشعبي ليوغوسلافيا وجيش التحرير الشعبي لألبانيا. تولى الجيش الشعبي الألباني السلطة في البلاد في عام 1944. يوغوسلافيا الاتحادية الديمقراطية كانت أول دولة تعترف بالحكومة الجديدة لألبانيا في أبريل 1945.

### الحرب الباردة

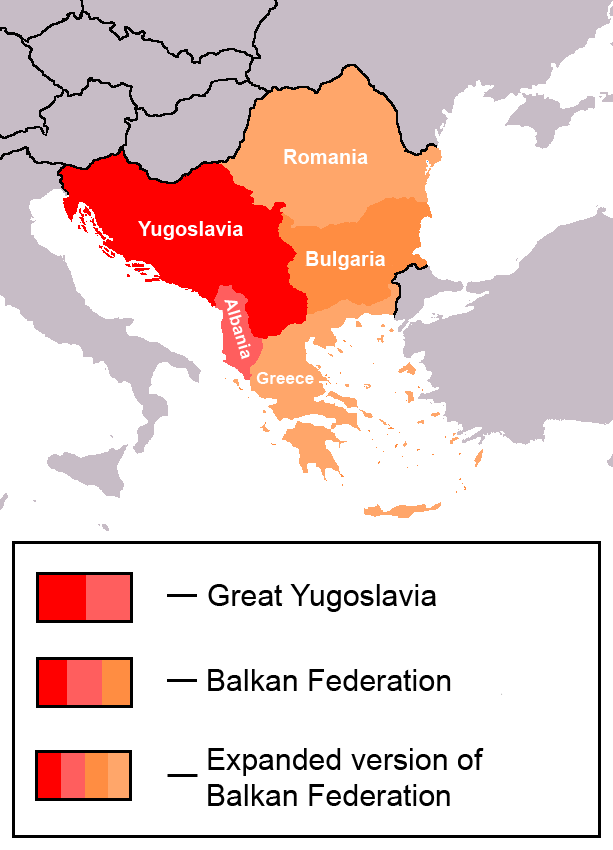
المشروع الشيوعي لما بعد الحرب اتحاد البلقان.

كانت هناك خطط شيوعية لإنشاء اتحاد البلقان الذي يضم يوغوسلافيا وألبانيا ورومانيا وبلغاريا واليونان. ومع ذلك، بعد قرار إنفورمبيرو عام 1948، قطعت ألبانيا علاقاتها مع الشيوعيين اليوغوسلافيين، لأن أنور خوجة ظل موالياً للاتحاد السوفيتي تحت قيادة جوزيف ستالين.

### القرن 21
زار رئيس الوزراء الألباني إيدي راما صربيا والتقى رئيس الوزراء الصربي ألكسندر فوتشيتش في 10 نوفمبر 2014 لحضور الاجتماع الأول مم نوعه بين قيادتي البلدين منذ اجتماع 1947 للديكتاتور الألباني أنور خوجا مع رئيس يوغوسلافيا جوزيب بروز تيتو. ومع ذلك، اشتعلت التوترات عندما قال راما إن استقلال كوسوفو «لا يمكن إنكاره» و «يجب احترامه» واتهمه فوتشيتش بـ «الاستفزاز».

## حقوق الأقليات
في ديسمبر / كانون الأول 2008، ألقت الشرطة الصربية القبض على عشرة أعضاء سابقين في جيش تحرير كوسوفو، في منطقة يقطنها الألبان على الحدود مع كوسوفو. صرح مكتب الادعاء العام لجرائم الحرب في صربيا أن لديه أدلة على أن أعضاء جيش تحرير كوسوفو العشرة قتلوا 51 شخصًا واختطفوا 159 مدنياً في كوسوفو بين يونيو وأكتوبر 1999.

## مقارنة بين البلدين
هذه مقارنة عامة ومرجعية للدولتين:
| وجه المقارنة                                              | ألبانيا                                                    | صربيا                                                      |
| --------------------------------------------------------- | ---------------------------------------------------------- | ---------------------------------------------------------- |
| المساحة (كم2)                                             | 28.75 ألف                                                  | 88.36 ألف                                                  |
| عدد السكان (نسمة)                                         | 3.02 مليون                                                 | 7.02 مليون                                                 |
| الكثافة السكانية (ن./كم²)                                 | 105.04                                                     | 79.45                                                      |
| العاصمة                                                   | تيرانا                                                     | بلغراد                                                     |
| اللغة الرسمية                                             | اللغة الألبانية                                            | اللغة الصربية                                              |
| العملة                                                    | ليك ألباني                                                 | دينار صربي                                                 |
| الناتج المحلي الإجمالي (بليون دولار)                      | 13.04 مليار                                                | 41.43 مليار                                                |
| الناتج المحلي الإجمالي (تعادل القوة الشرائية) بليون دولار | 33.17 مليار                                                | 100.13 مليار                                               |
| الناتج المحلي الإجمالي الاسمي للفرد دولار أمريكي          | 3.94 ألف                                                   | 5.24 ألف                                                   |
| الناتج المحلي الإجمالي للفرد دولار أمريكي                 | 11.11 ألف                                                  | 13.59 ألف                                                  |
| مؤشر التنمية البشرية                                      | 0.764                                                      | 0.771                                                      |
| رمز المكالمات الدولي                                      | +355                                                       | +381                                                       |
| رمز الإنترنت                                              | .al                                                        | .rs، .срб ‏                                                 |
| المنطقة الزمنية                                           | توقيت وسط أوروبا، ت ع م+01:00، ت ع م+02:00، أوروبا/تيرانا ‏ | توقيت وسط أوروبا، ت ع م+01:00، ت ع م+02:00، أوروبا/بلغراد ‏ |

## مدن متوأمة
في ما يلي قائمة باتفاقيات التوأمة بين مدن ألبانية وصربية:
- ترتبط سارنده مع سوفا ريكا باتفاقية توأمة منذ 11 يوليو 1994.[22]
- ترتبط Shëngjin [الإنجليزية]‏ مع ميتروفيتسا باتفاقية توأمة.
- ترتبط دراس مع بريزرن باتفاقية توأمة.
- ترتبط إلباسان مع ميتروفيتسا باتفاقية توأمة.
- ترتبط فلوره مع بريزرن باتفاقية توأمة.
- ترتبط شقودرة مع بريزرن باتفاقية توأمة.
- ترتبط كورتشي مع ميتروفيتسا باتفاقية توأمة.
- ترتبط تيرانا مع ميتروفيتسا باتفاقية توأمة.

## منظمات دولية مشتركة
يشترك البلدان في عضوية مجموعة من المنظمات الدولية، منها:
| علم المنظمة | اسم المنظمة                               | تاريخ انضمام ألبانيا | تاريخ انضمام صربيا |
| ----------- | ----------------------------------------- | -------------------- | ------------------ |
|             | الاتحاد البريدي العالمي                   | ?                    | ?                  |
|             | يونسكو                                    | 16 أكتوبر 1958       | 20 ديسمبر 2000     |
|             | مؤسسة التنمية الدولية                     | 15 أكتوبر 1991       | 25 فبراير 1993     |
|             | منظمة حظر الأسلحة الكيميائية              | ?                    | ?                  |
|             | الأمم المتحدة                             | 14 ديسمبر 1955       | 1 نوفمبر 2000      |
|             | وكالة ضمان الاستثمار متعدد الأطراف        | 15 أكتوبر 1991       | 19 مارس 1993       |
|             | منظمة الشرطة الجنائية الدولية             | ?                    | ?                  |
|             | مؤسسة التمويل الدولية                     | 15 أكتوبر 1991       | 25 فبراير 1993     |
|             | الاتحاد الدولي للاتصالات                  | 2 يونيو 1922         | 1 يونيو 2001       |
|             | البنك الدولي للإنشاء والتعمير             | 15 أكتوبر 1991       | 25 فبراير 1993     |
|             | مجلس أوروبا                               | ?                    | 3 أبريل 2003       |
|             | منظمة التعاون الاقتصادي للبحر الأسود      | ?                    | 1 أبريل 2004       |
|             | منظمة الأمن والتعاون في أوروبا            | 19 يونيو 1991        | 3 يونيو 2006       |
|             | المركز الدولي لتسوية المنازعات الاستشارية | 14 نوفمبر 1991       | 8 يونيو 2007       |
|             | المنظمة الأوروبية لسلامة الملاحة الجوية   | 2002                 | 2005               |

## وصلات خارجية
- موقع وزارة الخارجية الألبانية
- موقع وزارة الخارجية الصربية